# Smučarski teki na Zimskih olimpijskih igrah 1988
Smučarski teki na Zimskih olimpijskih igrah 1988.

## Dobitniki medalj

### Moški
| Tekma           | Zlato                                                                 | Srebro                                                                                         | Bron                                                                      |
| 15 km klasično  | Mihail Devjatjarov                                                    | Pål Gunnar Mikkelsplass                                                                        | Vladimir Smirnov                                                          |
| 30 km klasično  | Aleksej Prokurorov                                                    | Vladimir Smirnov                                                                               | Vegard Ulvang                                                             |
| 50 km prosto    | Gunde Svan                                                            | Maurilio De Zolt                                                                               | Andy Grünenfelder                                                         |
| 4×10 km štafeta | Švedska · Jan Ottosson · Thomas Wassberg · Gunde Svan · Torgny Mogren | Sovjetska zveza · Vladimir Smirnov · Vladimir Sahnov · Mihail Devjatjarov · Aleksej Prokurorov | Češkoslovaška · Radim Nyč · Václav Korunka · Pavel Benc · Ladislav Švanda |

### Ženske
| Tekma          | Zlato                                                                                    | Srebro                                                                  | Bron                                                                                   |
| 5 km klasično  | Marjo Matikainen                                                                         | Tamara Tihonova                                                         | Vida Vencienė                                                                          |
| 10 km klasično | Vida Vencienė                                                                            | Raisa Smetanina                                                         | Marjo Matikainen                                                                       |
| 20 km prosto   | Tamara Tihonova                                                                          | Anfisa Rezcova                                                          | Raisa Smetanina                                                                        |
| 4×5 km štafeta | Sovjetska zveza · Svetlana Nagejkina · Nina Gavriljuk · Tamara Tihonova · Anfisa Rezcova | Norveška · Trude Dybendahl · Marit Wold · Anne Jahren · Marianne Dahlmo | Finska · Pirkko Määttä · Marja-Liisa Kirvesniemi · Marjo Matikainen · Jaana Savolainen |